# Metsküla (Põhja-Sakala)
Metsküla (Duits: Metsküll) is een dorp in de Estlandse gemeente Põhja-Sakala, gelegen in de provincie Viljandimaa.
Tot in oktober 2017 behoorde het dorp tot de gemeente Suure-Jaani. In die maand ging Suure-Jaani op in de fusiegemeente Põhja-Sakala.

## Bevolking
Het dorp had 182 inwoners op 31 december 2011 en 146 inwoners op 31 december 2021.

## Ligging
Het dorp ligt tegen de grens tussen de gemeenten Põhja-Sakala en Viljandi vald aan. Langs een deel van de grens loopt de rivier Raudna. Verder stroomafwaarts vormt de rivier de grens tussen de dorpen Metsküla en Vanaveski. In dat dorp komt de rivier Kõpu op de Raudna uit.

## Geschiedenis
Bij Metsküla is in 1880 in de rivier Raudna een halssieraad (Estisch: kaelavõru) uit de 2e eeuw gevonden, Het wordt Metsküla kaelavõru of ook wel Kõpu kaelavõru genoemd.
Metsküla werd voor het eerst genoemd in 1584 onder de naam Mieszla of Mieczkula. In 1601 stond het bekend onder de naam Metzla en in 1638 als Metzkul. In de 17e eeuw kwam het dorp op het landgoed van Surgefer (Sürgavere) te liggen, maar in 1871 werd het verkocht aan het landgoed van Groß-Köppo (Kõpu).
In 1977 werd het buurdorp Männiku bij Metsküla gevoegd.